# Північно-східний палац (Київ)
Північно-східний палац, східний палац — умовна назва мурованої споруди Х століття, залишки якої були знайдені на Старокиївській горі. Назва отримана через розташування відносно Десятинної церкви. Є найдавнішим з трьох «палаців» навколо Десятинної церкви (інші два — південно-східний та західний). За припущеннями дослідників міг бути теремом княгині Ольги або палацом Володимира, можливо сумісно з функціями церкви. Розібраний у XI столітті. Рештки споруди досліджувались В. В. Хвойкою (1907—1908), Т. М. Мовчанівським (1936), М. К. Каргером (1939), П. П. Толочком (1966).
Наказом Міністерства культури України від 21 жовтня 2011 року наданий статус пам'ятки археології місцевого значення, з присвоєнням охоронного номеру 664-Кв.

## Історія досліджень

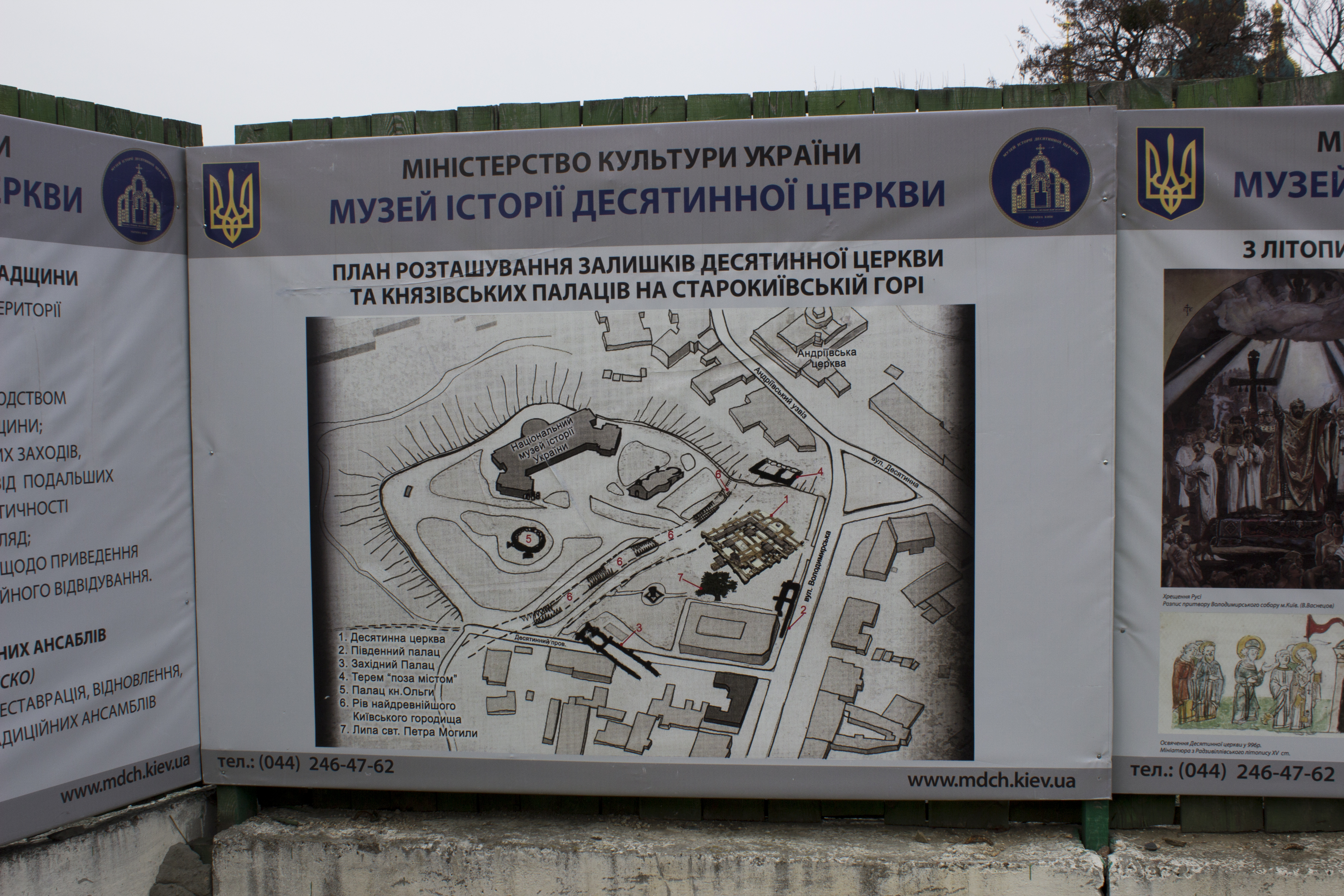
Об'єкти дитинця Києва, північно-східний палац позначений №4.

1857 року київським чиновником Климовичем під час перебудови свого будинку були випадково відкрити залишки двох стародавніх стін, складених з плінфи та булижнику. Ця споруда була досліджена археологом В. В. Хвойкою у 1907—1908 роках. Була знайдена частина зовнішньої стіни будівлі довжиною 21 м, к ній примикали фундаменти трьох поперечних стін, що формували внутрішні приміщення будівлі. Також були знайдені фрагменти оздоблення виготовлені з мармуру, червоного овруцького шиферу, шматки смальти, залишки фресок. Підлога були вкрита суцільним шаром обгорілих бревен та дощок.
У 1920-х роках залишки фундаментів споруди ще можна було побачити на схилі гори над Андріївським узвозом.
1936 року споруда була досліджена Київською археологічною експедицією під керівництвом Т. М. Мовчанівського. На той час північна-західна частина будівлі вже була зруйнована зсувом грунту, кладка збереглась на довжину 5,85 м. Консультаційна рада, яка обговорила результати розкопок, дійшла до висновку, що на цьому місці існували дві різночасові споруди. Від одної збереглись забутовка з залізястого пісковику та цегляна кладка висотою 0,40—0,55 м, її датували кінцем Х, або XI століттям. Інша споруда розташовувалась південніше та складалась з кількох груп розчину з цем'янкою та рожевого кварциту. Точне співвідношення двох споруд встановити було неможливо, з огляду на порушені шару грунту і сліди розкопів скарбошукачів XIX століття та В. Хвойки.
1939 року дослідження памятки провів М. К. Каргер, який знайшов лише жалюгідні рештки. У 1966 Київська археологічна експедиція (керівник П. П. Толочко) вдруге дослідила залишки споруди, від якої збереглось вже тільки 5 м стіни, усе інше було зруйновано зсувами.

## Опис

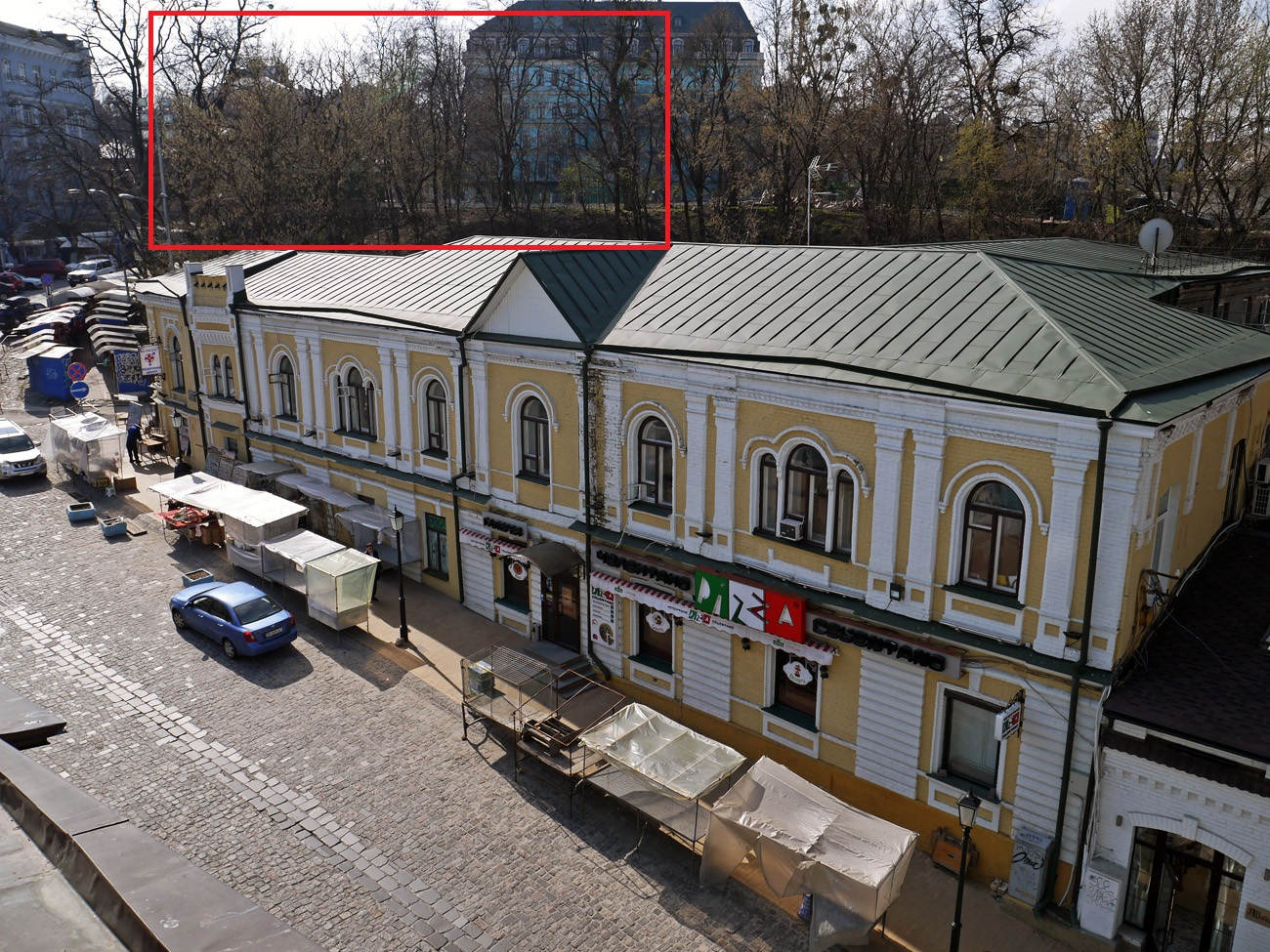
Андріївський узвіз, 38 — орієнтовне розташування палацу показано червоним прямокутником (за схемою Д. Йолшина).

Будівля розташована над урвищем в північно-східний частині Старокиївської гори, в 75 м (за іншими даними в 30 м) на північний схід від Десятинної церкви, в садибі будинку № 38 по Андріївському узвозу. Станом на 1907 рік збереглась західна стіна на довжину 21 м, від неї відходили три стіни довжиною 5—10 м. Будівля мала прямокутну форму з трьома приміщеннями, у торцевий стіні знайдені залишки дверного отвору. Споруда орієнтована з півночі на південь, її довга вісь перпендикулярна довгої вісі так званого південно-східного палацу, тоді як довга вісь Десятинної церкви розташована відносно вісі споруди під гострим кутом. Фундаменти складені з великих каменів, стіни цегляні з прошарком каменів, у фундаментних ровах були знайдені залишки дерев'яних конструкцій. В середині знайдені фрагменти оздоблення (зокрема дверну лиштву) виготовлені з мармуру, червоного овруцького шиферу, шматки смальти, залишки фресок, круглі скляні віконниці. В одному з приміщень знайдений візантійський процесійний хрест X століття, а біля північної стіни — плитка з княжим знаком (тризубом) Володимира. Підлога були вкрита суцільним шаром обгорілих бревен та дощок. Імовірно будівля мала дерев'яне перекриття або дерев'яний другий поверх. Точний план споруди та її архітектурні форми встановити неможливо.

## Інтерпретація функціонального призначення споруди

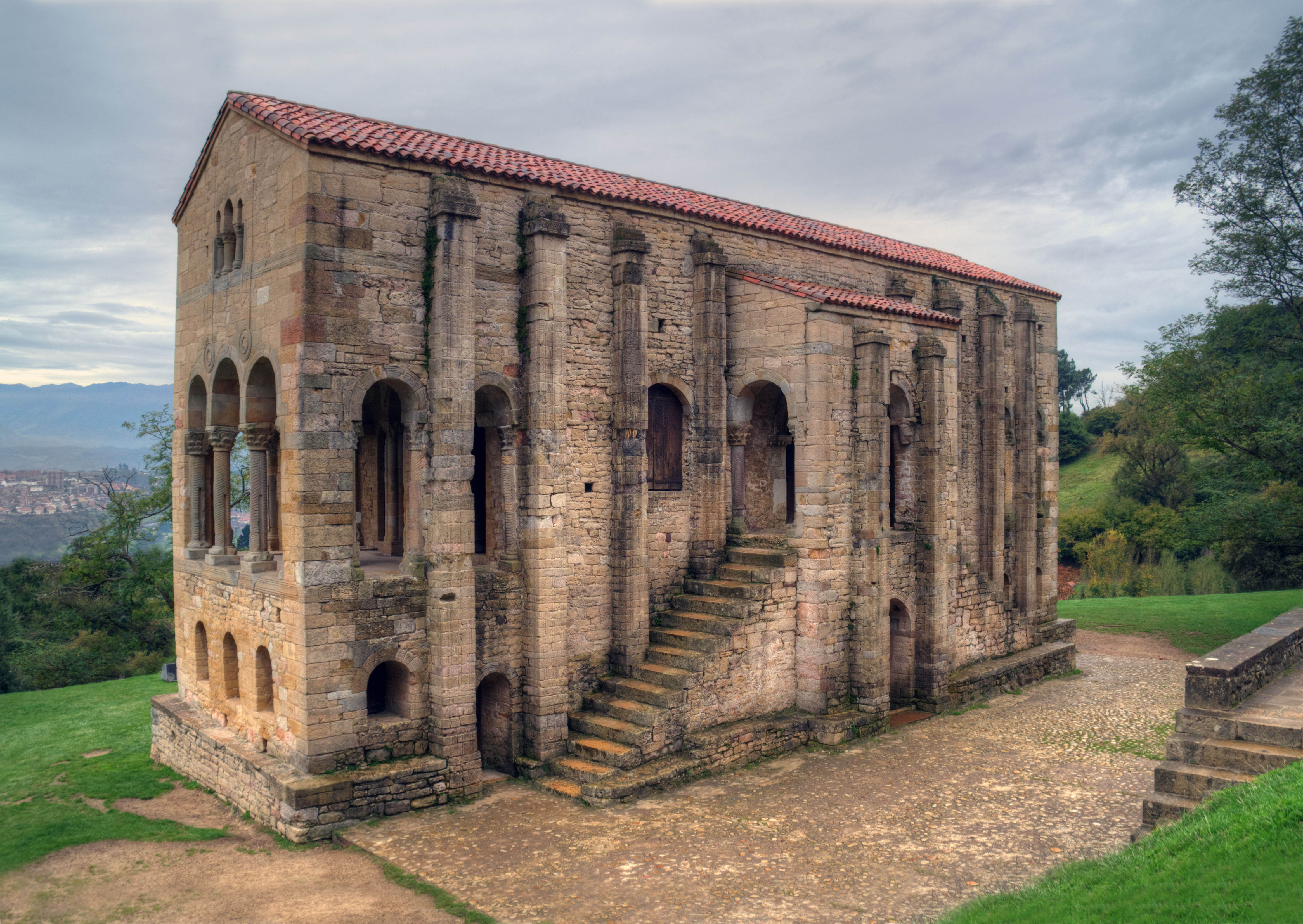
Палац Санта Марія дель Наранко в Ов'єдо — можливий взірець палаців давнього Києва.

Частиною істориків (С. Р. Кілієвич) ототожнюється з кам'яним теремом теремного двору княгині Ольги (згадуються у «Повісті временних літ» під 945 роком), що стояв «над горою, за святою Богородицею (Десятинною церквою)». Інша частина істориків (П. Раппопорт, Ф. Андрощук) схиляється до думки, що будівля була споруджена в часи князя Володимира, одночасно, або в два етапи з Десятинною церквою й двома іншими палацами (південно-східним та південно-західним), у рамках масштабної розбудови київського дитинця, що відбувалася після прийняття Русью християнства.
На думку Ф. Андрощука, взірцем для палаців Володимира могли слугувати палаци Астурії — у IX—X століттях на європейських теренах лише у цьому королівстві на півночі Іспанії будувались палаци прямокутної форми. Прикладом такої споруди може слугувати палац (пізніше церква) Санта Марія дель Наранко в Ов'єдо, побудований під час правління короля Раміро I (842—850 роки). Інформація про архітектуру Астурії могла потрапити до Києва через вікінгів, які час від часу здійснювали набіги на північну Іспанію, або через рабів-християн. Подібно до палацу Санта Марія дель Наранко київський палац також міг відігравати роль церкви, або бути багатофункціональною спорудою, яка поєднувала як світські, так і релігійні функції (на користь останньої свідчить знахідка процесійного хреста). На зв'язок з західноєвропейською традицією вказує також забезпечення Десятинної церкви саме десятиною — така форма забезпечення церков була типовою для Європи, але невідома у Візантії. І палац Санта Марія дель Наранко, і київський палац, мали форму базиліки. Моделлю базиліки є також і шиферний саркофаг знайдений біля північної стіни Десятинної церкви. Таким чином, київський палац міг бути базилікою, що існувала в Києві напередодні спорудження Десятинної церкви, в ньому могли відбуватися як ритуали влади, так і релігійні церемонії. Пізніше світські та релігійні функції у давньому Києві були розмежовані — між початковою, тринефною, спорудою Десятинної церкви, та південно-східним палацом.
Усі три палаци навколо Десятинної церкви існували доволі короткий час — імовірно в правління Ярослава Мудрого вони були розібрані з використанням матеріалу для будівництва Софійського собору та інших споруд.